# Кнежевина Србија
Кнежевина Србија (слсрп. Княжество Сербіа, позната и као Књажевина Србија, Књажество Сербија или Књажевство Српско) је постојала у периоду од 1815. до 1882. године. Настала је после Другог српског устанка и постојала све док 1882. године није проглашена у Краљевину Србију.
Оно што су Срби стекли оружјем је уређивано дипломатским актима о положају кнежевине: 1) осмим чланком Букурештанског мира из 1812, 2) петим чланком Акерманске конвенције из 1826, 3) шестим чланком Једренског уговора из 1829, 3) Хатишерифима султана издатим 1829, 1830, 1833, 1838. и 1853. и 5) 17, 18, 28, и 29. чланком Париског уговора из 1856.
У овом периоду су се око власти надметале и смениле две династије 1842. и 1858. године, чији су родоначелници били кнез Милош Обреновић, вођа Другог српског устанка и оснивач Кнежевине Србије и Ђорђе Петровић — Карађорђе, вођа Првог српског устанка. Даљи развој Србије је био обележен општим напретком у економији, култури и уметности, чему је пре свега допринела мудра државна политика, која је слала младе људе на школовање у европске метрополе, одакле су доносили нова знања.
Кнежевина је формално део Турске царевине до 1878. када се после Српско-турских ратова из 1876—1878. формално добија независност и територијално проширење.

## Историја

### Српска револуција
Српски отпор Османској доминацији, дуго година латентан, нарочито је узео маха почетком 19. века, букнувши у Првом и Другом српском устанку 1804. и 1815. године. Османско царство се у то време већ налазило у стању дубоке кризе без перспективе на опоравак, што се посебно тешко одражавало на хришћанске народе који су у њему живели.
Срби су подигли не само националну него и социјалну револуцију, након које је Србија почела да хвата корак са осталим европским државама, прихвативши вредности грађанског друштва. Као резултат ових устанака и потоњих ратова против Османске империје, формирано је независна кнежевина, која је била међународна призната 1878. године.

### Прва владавина кнеза Милоша Обреновића (1815−1839)

#### Унутрашња политика кнеза Милоша Обреновића
Након завршетка Другог српског устанка на територији Београдског пашалука је поново успостављена стара управа. Турску власт чинили су везир (обично паша са три туга), са бројном свитом и потчињеним особљем. Београдским пашалуком управљали су везири: Марашли Али-паша (1815–1821), Абдурахман-паша (1821−1826), Хусеин-паша Гаванозоглу (1827–1833). Представници турске власти у нахијама били су муселими, уз њих и кадије. Постављао их је везир, и они су, уз око 900 спахија, били носиоци турске власти у Србији Београдског пашалука. Срби су Порти давали харач, чибук и главницу, везиру 3 урана разне врсте пореза, од којих је десетак био најважнији. Србија је издељена на око 900 спахилука (тимара и зијамета). Посебан порез прикупљан је ради издржавања сопствене администрације, док је за потребе локалних старешина, кнеза и државе, српске и турске, народ често кулучио.
Кнез Милош и Народна канцеларија су се сусретали са бројним тешкоћама у решавању унутрашњих проблема. Народна канцеларија је отпочела са радом одмах након споразума Милоша и Марашлије а састојала се од 12 представника нахија Београдског пашалука и требало је да представља врховни орган српске полуаутономије. Међутим, она је убрзо изгубила на ауторитету због унутрашњег сукоба између својих чланова. Почела је да јача струја која се залагала за концепцију по којој би се Србија поделила између четворице истакнутих Срба – кнеза Милоша, Петра Молера, Павла Цукића и проте Матеје Ненадовића. Тиме би се избегла могућност да Србијом влада једна личност. Кнез Милош је ову идеју прећутно прихватио, али је већ 1816. године дошао у сукоб са Петром Молером. Турци су то искористили како би с умешали у унутрашње односе Срба. Молер је, заслугом кнеза Милоша, убрзо оптужен за проневеру приликом сакупљања пореза. Марашлија је прихватио, наводно, жељу већине српских посланика и наредио да се Молер задави на Калемегданској тврђави. Убрзо потом кнез Милош је под своју контролу ставио Народну канцеларију. Ипак, Милошева власт је још увек била у опасности, највише због емиграције коју је предводио Карађорђе, а потом и првих већих буна.
Већ 1817. године кнез Сима Марковић је организовао буну која је захватила северозападни део пашалука, а буну је подржао и чувени устаник Павле Цукић, Захваљујући подршци Турака, Милош је побуну брзо угушио. Марашлија је погубио Симу Марковића, а Милош Павла Цукића. Као последица буне Симе Марковића, Милош је увео неколико новина, да би још више учврстио своју власт. Сменио је дотадашње кнезове кнежина, и на њихово место поставио своје људе. Поред тога одузео је Народној канцеларији све њене надлежности и присвојио их себи. У Србију се 1817. године вратио и Карађорђе, који је убрзо након пропасти Првог српског устанка приступио грчкој организацији Хетерији, која се залагала за општебалкански устанак против турске власти у којем би заједнички учествовали Срби, Бугари и Грци. Пошто је пропала иницијатива хетериста да за свој план придобију кнеза Милоша, они су у Србију послали Карађорђа, који је требало да подигне устанак. Стога је Карађорђе тајно прешао у смедеревску нахију и ступио у контакт са Милошем тражећи разговор око предстојећих акција. Ту Карађорђеву иницијативу Милош је одбио, и убрзо потом наредио да се Карађорђе убије. Карађорђева смрт је снажно одјекнула у Београдском пашалуку и ван њега. Милош се правдао од бројних оптужби, сматрајући да је државни интерес и тешко стечен мир са Турцима изнад света. Због тога је Митровска скупштина 1817. године прогласила Милоша за наследног кнеза Србије. Убрзо је припремљена и нова српска депутација за Цариград, која је 1820. изнела најважније захтеве Порти, али они нису прихваћени. Већ наредне године долази до нове буне против кнеза Милоша. Предводили су је кнезови Стеван Добрњац и Марко Тодоровић Абдула, а проширила се на ћупријску и пожаревачку нахију, И ова буна је брзо угушена, Абдула је убијен, а Добрњац је побегао у Лесковац. Свакако најмасовнија буна против Милошеве владавине, била је буна Милоја Поповића Ђака (Ђакова буна) из 1825. године. Буна се проширила делимично на смедеревску, београдску и пожаревачку нахију. У побуни је учествовао и велики број сељака. Устаници су освојили Пожаревац где су спалили конак Милошевог брата Јована. Устаници су потом у Тополи изнели свој програм реформи у којем су захтевали промену друштвеног и економског положаја народа, укидање непосредних пореза, смањење новчаних пореза и кулука. Милош је успео обећањима да поколеба вође устаника, након чега се сурово обрачунао са осталим устаницима, нарочито са сељацима. Након Ђакове буне Милош је извршио благе промене, како би смањио незадовољство становништва према његовом режиму. Наредио је органима власти да испитају узроке ове масовне побуне. Сменио је неке локалне старешине, смањио порез, укинуо батине, избегавао је тајна убиства, пажљиво је разматрао жалбе становништва. Ове реформе су биле умерене и нису могле значајно да задовоље и смире српско становништво. Тако је годину дана након Ђакове избила Чарапићева буна. Њу је предводио Ђорђе Чарапић, синовац војводе Васе Чарапића из Првог српског устанка. Циљ његове буне је рушење режима кнеза Милоша и повратак из емиграције вођа из Првог српског устанка. У буни је учествовао велики број занатлија и трговаца из Београда, као и сељаци из околине Београда. Буна је рано откривена, тако да није ни стигла да се развије. Вође побуне су се склониле на Авалу где су заробљени и погубљени, а кнез Милош је успео да сачува своју власт.
Кнез Милош је посветио велику пажњу унутрашњем уређењу државе. Од 1821. године оснивају се магистрати (судови) уз нахијске кнезове, који су седели уз муселиме, а најзначајнији су били Београдски и Крагујевачки суд. Функционисање двојне српско-турске власти најбоље се огледало управо у суђењу, које је било највећи проблем носиоцима обеју власти. Обичајно право било је основ по коме се судило, али је донето и неколико судских прописа, којим је регулисан судски поступак и делимично утврђена надлежност суда. Кнез је, оснивајући магистрате, издавао Наставленија, која су 1828. године обједињена у Пословник. Прецизно су утврђени парнични поступак, висина судских такса, ближе је прописан судски поступак при тежим случајевима, суду је назначено радно време, одређене су дужности судског писара. Од 1828. године радила је и Законодателна комисија, која је преводила француске законе, с циљем да их допуни народним обичајима и преточи у Соде Мпосћ, али у томе није успела.
За време прве владавине кнеза Милоша одржаване су и народне скупштине. Постојале су две врсте Скупштина: обичне, мале или редовне и главне, велике или свеопште. Прве су се састајале два пута годишње, о Ђурђевдану и Митровдану до 1830. године. На њима се најчешће договарало о сакупљању пореза, а понекад расправљало и о политичким питањима од великог значаја. Од добијања Хатишерифа 1830. године оне се више нису одржавале у поменута два празнична дана, већ према потребама земље, једном годишње или ниједном. Главна скупштина састајала се у изузетним приликама ради прихватања или доношења значајних одлука (наследство кнежевског звања, хатишерифи, организација врховне власти, устав). Скупштине су се састојале од народних старешина, кнезова и угледнијих људи (трговаца), радиле су на отвореном простору и биле су под потпуном кнежевом контролом.
Од 1825. кнез Милош је почео да уводи и војску, под именом уписни пандури, а две године касније их је окупљао под именом солдати. Потом је организовао своју гарду, да би од Хатишерифа из 1830. године имао право да држи потребан број војника.

#### Први Хатишериф
Захваљујући чињеници да су у време Првог устанка ратовали као руски савезници против Османског царства, Срби су укључени у текст Букурешког мира (28. мај 1812). То је био први међународно-правни акт којим су Срби укључени у међународне односе. Крупан корак напред у изградњи српске аутономије дали су Акерманска конвенција и Одвојени акт (7. октобар 1826). Петим чланом конвенције, у коме се позива на осми члан Букурешког мира, Порта се обавезала да у року од 18 месеци реши српско питање сходно одредбама изнетим у Одвојеном акту и у договору са српском депутацијом у Цариграду. У Одвојеном акту изнете су жеље српског народа, које су раније представљене Порти, највећим делом 1820. године: слобода вере, избор старешина, независна унутрашња управа, повратак одузетих нахија, скуп свих дажбина у једну, слобода трговине, подизање школа, болница и штампарија, те забрана муслиманима да се настањују у Србији, ако не припадају војним јединицама, Наглашено је да Порта руском двору мора саопштити издати ферман.
Једренским миром (14. септембар 1829), којим је завршен руско-турски рат (1828–1829), Русија је показала осетну премоћ над Османским царством. По шестом члану овог уговора, Порта се обавезивала да у року од месец дана, „са највећом тачношћу" испуни одредбе Одвојеног акта и пете тачке Акерманске конвенције. Уз то се обавезала да Србији врати шест отргнутих нахија, а издати хатишериф била је дужна да службено представи руском двору. Србија се тако, дошавши под покровитељство Русије у тренуцима када се њен утицај на Порти приближавао врхунцу, нашла на најбољем путу да оствари аутономију.
Приморана одредбама Једренског мира, а како је од тога делимично зависило и повлачење руских трупа из Румелије, Порта је издала Србима Први хатишериф, 30. септембра 1829. године. У Хату су поновљене све одредбе из руско-турских уговора– осма тачка Букурешког мира, пета тачка Акерманске конвенције са Одвојеним актом, шеста тачка Једренског мира. У овом Хату заправо није било ничег новог, а султан је само свечано обележио привилегије које ће Срби ускоро моћи да уживају. У том званичном обећању, да ће остварити захтевања Срба у погледу аутономије, налази се сав значај овог акта. Спровођење у живот било је у рукама београдског везира, на кога је Хатишериф и био насловљен. Хатишериф је донет у Крагујевац 1. децембра 1829. године, а прочитан је на Скупштини одржаној у фебруару наредне године, пошто га је претходно везир објавио у Београду.

#### Други Хатишериф
Припреме и преговори за усвајање новог Хатишерифа, из 1830. године, трајали су читаву једну годину. Као основа за његово састављање послужио је један мемоар Димитрија Давидовића из јануара исте године, Он је саставио текст који се углавном поклапао са захтевима Срба из 1820. године, док је Порта урадила свој контрапројекат. Два захтева су за Порту била неприхватљива: наследно кнежевско достојанство и повратак нахија. Са решавањем последњег питања било је везано и питање данка. На девет конференција, од јуна до октобра, утаначавао се садржај овог акта. Коначан текст поднет је султану на потпис 15. октобра, а пет дана касније, копија је предата српским депутатима. Хатишериф је утаначио односе Србије и Порте и прокламовао права и повластице српског народа на територији која је била слободна у време Првог српског устанка.
У прву групу одредаба овог Хата спадају оне које се односе на вазални положај Србије према Османском царству:
1. Србија је саставни део Османског царства, а осим старих „царских градова" (Београд, Шабац, Смедерево, Кладово, Ужице и Соко) остала утврђења биће разорена. За разлику од сличне одредбе у Букурешком миру, која је била неповољна по Србе, сада је ова одредба сматрана добитком, јер су се из срушених утврђења Турци морали иселити (нпр. Ћуприја).
2. Србији ће бити враћени отргнути предели, након што посебна руско-турска комисија извиди право стање на терену. Ово је било и најделикатније питање, те је ова тачка и прилично непрецизно формулисана, Спорно питање у преговорима било је – које су то територије“
3. Дажбинско питање било је везано за проблем повратка отргнутих предела, па није могло бити коначно решено. У Хату је поновљен принцип одсеченог пореза у који су улазили: харач, сви данци (укључујући и приходе са турских феудалних добара), крајева који ће бити присаједињени Србији и царинске приходе. Тачан износ могао се утврдити тек након утврђивања територије Кнежевине Србије. Турци који су поседовали добра у Србији могли су их продати Србима у року од годину дана, пошто их претходно процени комисија. Уколико нису желели да их продају, приходи од њих били би уплаћивани у београдску благајну, а потом исплаћивани власницима. Србима је дозвољено да у београдској царинарници убирају царине на сву робу, осим оне која иде у Цариград, а кнезу је остављено да пропише царинску тарифу.
4. Свим муслиманима, ако не припадају гарнизонским јединицама, забрањено је пребивање у Кнежевини.[8]

Другу групу одредаба чиниле су оне које се односе на самоуправна права Срба у Кнежевини:
1. Предвиђено је да се Порта неће мешати у унутрашњу управу Србије.
2. Србима је призната слобода вероисповести, са правом да сами бирају митрополита и епископе које ће рукоположити цариградски патријарх, а да не морају долазити у исти.
3. Милош Обреновић је потврђен у звању кнеза са наследним правом, што је било ближе одређено Бератом који је био издат заједно са Хатишерифом. Порта је задржала право да у случају упражњења престола именује новог кнеза и изда му берат, за који ће он из сопствених прихода морати да плати 100.000 турских гроша. Унутрашња управа била је поверена кнезу Милошу и Савету. Кнез би био законодавна власт, док би кнез и Савет делили извршну власт. Није било предвиђено колико ће бити чланова Савета, нити ко ће их бирати и постављати, тако да се сматра да је то питање остављено кнезу. Њихово звање било је доживотно, и могли су бити збачени само ако начине тешку кривицу против Порте или против закона, На овај начин, делимично је ограничавана кнежева власт, а Порти је остављана минимална могућност да се меша у унутрашње послове Кнежевине.
4. Турци су одстрањени из правосуђа, које је постало чисто српска ствар, под надзором кнеза.
5. Кнезу је дозвољено да држи војску ради одржавања реда и мира у земљи.
6. Срби су добили право да оснивају и друге установе (болнице, штампарије, школе, пошту)
7. Српским трговцима гарантована је слободна трговина у Османском царству, пошто претходно добију пасош од кнеза и тескеру од турских власти.
8. Ниједан Србин у Кнежевини се није могао присилити да служи Турчину, ако он то не жели.
9. Срби су добили право да држе у Цариграду свог дипломатског представника, посредством кога ће обављати све нужне послове са Портом.[9]

Као и претходни, и овај Хатишериф је био насловљен на београдског везира. Овај Хатишериф је утаначио односе између Србије и Порте, и прокламовао право и повластице српског народа на територији која је била слободна у време Првог српског устанка. О установи Народне скупштине, а скупштине су се редовно одржавале у Србији и на њима су Срби претресали важна питања, не само унутрашње природе, већ и она из односа са Портом, није било помена у Хатишерифу. Ово се објашњава тиме што су и покровитељица и сизерени двор сматрали да рад Скупштине спада у унутрашња права Кнежевине која су свечано дата Србима овим актом.
Уз Хатишериф из 1830. године ишао је и Берат издат на име кнеза Милоша Обреновића. Позивајући се на право постављања управника у провинцијама Турског царства, султан је истакао да је у Милошу Обреновићу нашао достојног и најспособнијег да управља Кнежевином Србијом. Кнезу је дато наследно кнежевско достојанство према принципу примогенитуре („с отца на сина"). На крају, султан је препоручио кнезу да „разумно управља Кнежевином”, и да томе поклони сву пажњу и бригу, у шта нико нема права да му се меша. Бератом је кнезу препуштена самостална управа над Кнежевином, док је према Хатишерифу кнез морао да је дели са Саветом. Ова противречност се објашњава тиме што оба акта нису истовремено настајала; што се руска интервенција у погледу Савета испољила само при изради Хатишерифа, занемарујући Берат који је издат искључиво ради увођења наследног кнежевског достојанства; непрецизношћу турских јавно-правних аката и, вероватно, кнежевим настојањем да своја права што више осигура Бератом, поткрепљују и свој захтев богатим новчаним поклонима. У сваком случају, када је реч о односима кнеза и Савета, меродавнији је текст Хатишерифа. Најбитније је то што је султан први пут признао Милоша Обреновића за кнеза, и још наследног. Отуда посредно признање Србији статуса Кнежевине. Ово је један од најважнијих елемената у процесу издвајања Србије из састава Османског царства. Србија је постала наследна монархија под султановим сизеренством. Треба посебно подвући да наследно кнежевско достојанство није имало основе у Букурешком миру, као ни у каснијим руско-турским уговорима, па је њихово стицање утолико значајније.
Хатишериф и Берат су прочитани на Ташмајдану, на дан Светог Андреја Првозваног, 12. децембра 1830. године, на турском, а сутрадан на српском језику. Светитељ, односно дан када је Хатишериф проглашен, постао је државни празник Кнежевине и редовно је прослављан за време прве владавине кнеза Милоша.

#### Стицање црквене аутономије
Хатишериф из 1830. године признао је Србима у Кнежевини слободу вере и право на сопствену вишу јерархију. Како је давање црквене аутономије спадало у надлежност Васељенске патријаршије, она је на упорно кнежево захтевање, подржано и од Русије, прво посветила архимандрита Мелентија Павловића за београдског митрополита, а Нићифора Максимовића за епископа шабачког, а потом Конкордашом потписаним у септембру 1831. године, дала Кнежевини црквену аутономију. Конкордатом је регулисано самостално бирање црквених великодостојника, без уплитања Васељенске патријаршије, а уређено је и да митрополит не мора ићи у Цариград на хиротонисање, већ се патријарх само мора обавештавати о изборима. Присаједињењем шест нахија, по Хатишерифу из 1833. године формирана је трећа– Тимочка епископија. Након проширења територије, са Васељенском патријаршијом је 1836. године склопљена и Допуна Конкордату.
Београдска митрополија досегла је положај који је припадао карловачкој и влашкој митрополији. Нови београдски митрополит је у рангу изједначен са ефеским митрополитом, што је практично значило да је уздигнут са дванаестог на други степен цариградске јерархијске лествице.

#### Милетина буна и Сретењска скупштина
Кнез Милош је од 1815. године до доношења хатишерифа успевао да се лако избори са свим политичким противницима. Опозиција је почела да јача од 1830. године, а корени борбе против кнеза били су у Хатишерифу из 1830. године, по којем је врховну власт кнез требало да дели са Саветом. Тако је основни узрок припреме буне против кнеза Милоша била подела врховне власти између кнеза и старешинске опозиције, што се могло учинити само уставом. Истовремено, народ је био незадовољан јер после 1833. године није решено питање пореза. Наиме, тражило се увођење јединственог новчаног пореза, имовинска сигурност, и коначно укидање феудализма. На Спасовској скупштини 1834. године кнез је обећао сазив велике скупштине која ће завести уставни поредак, али се убрзо прочуло да тај посао хоће да одложи до Сретења. Он није имао израђен уставни нацрт (пројекат) какав је желео и зато је одуговлачио.
Организатор завере против кнеза, док је била у фази договора, био је Стојан Симић, а од тренутка када је завера прерасла у буну главну улогу преузео је Милета Радојковић, сердар Расинског сердарства, популаран у народу од покрета за уједињење 1832/3. године, када га је кнез именовао за врховног команданта. Главни завереници, поред поменутих, били су Аврам Петронијевић, Алекса Симић, те чиновници Великог народног суда Ђорђе Протић и Ранко Мајсторовић. На страну завереника стали су и митрополит и кнегиња Љубица. Код завереника су се искристалисала два става. Стојан Симић и Ђорђе Протић су предлагали да се буна одмах дигне и за кнеза доведе престолонаследник Милан, па чак и да се кнез Милош убије. Радојковић, Петронијевић и Алекса Симић су били умеренији и предлагали су да се сачека Сретењска скупштина на којој би се кнез натерао да донесе устав и законе. Преовладало је мишљење умереније струје, а уколико кнез одбије захтеве да се сви подигну на оружје. Како је кнез сазнао за припреме завереника, морали су брзо да делују. Њихов план био је да побуне два сердарства: Расинско и Подунавско, и спрече кнеза да пре њих стигне у Крагујевац. Милета Радојковић је 17, 18. и 19, јануара брзо побунио Темнић и Левач, затворио скеле на Морави да у Крагујевац не може да стигне помоћ. Кнез се припремио за одбрану, а Милета са Петронијевићем и наоружаним коњаницима и пешадијом кренуо за Крагујевац. На Таборишту пред Крагујевцом улогорили су се 20. јануара. Истог дана су ушли у град, где су преговарали са владаревим представницима: Томом Вучићем, Димитријем Давидовићем и Симом Паштрмцем. Улазак у Крагујевац, без обзира што је то обављено у договору са кнежевим представницима, давао је побуњеницима велику предност. Побуњеници су кнезу из Крагујевца послали Захтевање народње, а ако га одобри, обећали су да ће се повући и разићи. У Захтевању су тражили установљење Савета и утврђивање односа између Кнеза, Савета и Народа, обезбеђивање живота и имања свих грађана у Србији, одређивање пореза у једној суми који не би сувише оптеретио грађане. Посланство из Крагујевца је 22. јануара 1835. године стигло у Пожаревац, где је кнезу поднело захтеве. Истог-дана дошло је до првих мимоилажења међу побуњеницима, те је већина њих напустила престоницу пре него што је кнез одобрио њихове захтеве, наредног дана. Али, и кнез је за одлазак побуњеника сазнао пошто је одобрио њихове захтеве, чиме је на задовољство обе стране ово питање решено, у тренуцима када су бунтовници поклекли, а кнез за то није знао. Милетина буна је на тај начин била једина буна за време прве владавине кнеза Милоша која се завршила без метка и крви. Кнез се нашао у сложеној позицији, будући да је изгубио поверење старешинског слоја, а није обезбедио потпору сељака, задржавши елементе феудалног уређења. Рад на изради устава поверен је Димитрију Давидовићу. Остало је записано да је кнез Милош саветовао Давидовића: „Мотри, кумашине, да се у чему не спотакнемо. Ти бар добро знаш с ким ми имамо посла". Давидовић је умиривао кнеза чињеницом да је Србија хатишерифима стекла независну унутрашњу управу, а тиме и право доношења устава. Устав је написан у напетој атмосфери за око 20-так дана, без консултација са сизеренским и покровитељским двором.
Најзнаменитија скупштина нововековне Србије, одржана је у периоду од 14. до 16. фебруара 1835. године у Крагујевцу. Скупштини је присуствовало око 2.400 званичних представника и око 10.000 припадника знатижељног народа. Другог дана рада, 15. фебруара, Скупштини је прочитан Устав и Указ о оснивању Државног савета. Кнез и посланици су испод нове заставе са српским грбом положили заклетву. Устав је прокламовао поделу власти на законодавну, извршну и судску, али је није спроводио доследно. Законодавну власт кнез је делио са Саветом, док је право законодавне иницијативе (предлагања закона) припадало кнезу и министрима. Кнез је био неприкосновена личност, која именује све власти и чиновнике у земљи. Кнежевско звање је наследно и проширено је на све мушке и женске потомке, с правом именовања наследника уколико би Обреновићи изумрли. Државни савет је био највиша власт до кнеза. Број чланова Савета није одређен, а у њега су улазили и министри (правде, унутрашњих дела, финансија, иностраних послова, војске и просвете). У погледу односа између кнеза и Савета, Државни савет је постао претежнији чинилац, који је сједињавао законодавну, извршну и судску власт. У законодавству је Савет био јачи од кнеза, иако је кнез имао право апсолутног вета. Кнез је у извршној власти био ограничен тиме што је за министре могао да бира само чланове Савета, а они су се после отпуштања враћали у исто тело. Народна скупштина је бројала 100 чланова и састајала се једном или више пута годишње. Сазивао је и распуштао кнез. Скупштина није била законодавни орган (решавала је о увођењу данка, повећању књажеве плате, подношењу молбе кнезу и Савету да се донесе нови закон, упућивању жалбе ако се повреди устав, одлучује заједно са Кнезом и Саветом о изменама и допунама Устава). Имала је извесна буџетска овлашћења јер је Попечитељство финансија морало да јој поднесе извештај о државним приходима и расходима. Судска власт је одвојена од управне и независна је. Предвиђено је тростепено судство: Окружни, Велики (Апелациони) суд и Одељење Савета. Устав је прокламовао једнакост свим грађанима пред законом и судом, забрањен је кулук (осим државног), проглашена је слобода вероисповести, а сваком „робу“ који ступи на српско тло омогућено је да стекне слободу. Неоспорно је да се Сретењски устав оснивао на Хатишерифу и Берату из 1830. године. Ту пре свега ваља истаћи одредбе које су из ових аката преузете и даље разрађене: независна унутрашња управа, Државни савет као врховни орган уз кнеза, наследност кнежевског достојанства из избор наследника, правосуђе, црква. Остале идеје из Устава биле су двојаког порекла, неке су прихваћене са стране (највише Француске), док су друге биле плод унутрашњих потреба земље.
Против Устава одмах су иступили Турска и Русија, јер нису консултоване и због тумачења да Србија није имала право да донесе највиши акт, а убрзо и Аустрија, страхујући за свој поредак. Устав је био на снази две седмице, до почетка марта, када је привремено, а 11. априла 1835. године коначно суспендован. Кнез се из уставне афере извукао уз подршку Русије, а читав терет је свалио на Димитрија Давидовића. Чим је суспендовао Устав, кнез је упутио наредбу свим властима да му хитно врате све одштампане примерке који су на Скупштини раздељени народу. Било је од тада опасно држати Сретењски устав, ко „мисли жив своје главе носити".
Значај Сретењског устава био је у томе што је био први српски устав, њиме су делимично ограничена владалачка права, уведена су и оснажена грађанска права, прописана су национална (државна) обележја, Народна Скупштина је добила вид легалности, јер се први пут помиње у највишем акту, донет је без учешћа Турске и Русије, јер се хтело отићи корак даље у државној самосталности, иако се у томе поклекло.

#### Остатак владавине кнеза Милоша
У народним масама јачао је отпор према Милошевом апсолутизму, који ће довести до неколико већих буна, а после Милетине буне и до доношења кратковеког Сретењског устава од 1835. године, првог српског устава. Коначно ограничавање Милошеве власти уследиће Турским уставом 1838. године, после чега ће кнез Милош абдицирати. Престоница кнежевине је од 1818. године био Крагујевац. Одлуком Савета 12. јуна 1839. године надлештва централне власти и државна каса су из Крагујевца измештени у Београд.
После кнеза Милоша формално је власт преузео његов старији син Милан који је био слабог здравља и убрзо умро не потписавши ниједан документ као кнез Србије.

### Прва владавина кнеза Михаила Обреновића (1839−1842)
После смрти кнеза Милана намесници су позвали његовог млађег брата Михаила (рођен у септембру 1823). Они су одобрили повратак у Србију и Карађорђевој удовици и сину Александру. Са очевог имања у Влашкој, Михаило је преко Истанбула, у коме је од султана потврђен за кнеза, допутовао у Србију у марту 1840. Противници Обреновића су тражили да се на кнежевски престо постави потомак Карађорђа.
После доласка Михаила на власт, у Србији се наставила борба Обреновића и уставобранитеља око власти. Кнезу Михаилу Обреновићу су за саветнике (намесништво) одређени Аврам Петронијевић и Тома Вучић Перишић. Присталице Обреновића су се побуниле, а Петронијевић и Вучић Перишић морали су да дају оставке. Да би смирила немире, султанова влада је одобрила сазивање Народне скупштине. Влада је радила да већину у Народној скупштини чине присталице Обреновића. Таква Народна скупштина осудила је уставобранитеље. Око 40 уставобранитеља у октобру 1840. морало је да напусти Србију. Најутицајнији међу њима, Перишић, Петронијевић и Илија Гарашанин отишли су у Истанбул. У априлу 1841. влада кнеза Михаила била је умешана у побуну која је избила у области Ниша. Буна се раширила на подручја Пирота, Ниша, Прокупља, Лесковца и Врања, а Османлије су после десетак дана успели да приморају народ да се умири. Влада Кнежевине Србије дошла је у свађу са Османлијама јер није желела да им преда вође побуне.
Од средине четрдесетих година XIX века дошло је до побољшања друштвеног положаја православних Срба у Румелијском паша-луку. Јаче се осетила централизација и смањила се самовоља локалних господара.
Да би обезбедила веће приходе, влада Србије је крајем 1841. повећала порез за 20%. То је довело до незадовољства сељака владавином кнеза Михаила. Сељаци су чинили скоро целокупно становништво Кнежевине Србије. Незадовољна кнезом Михаилом османлијска влада је подржала враћање у Кнежевину Србију већине вођа уставобранитеља током 1841. и почетком 1842. Они нису били задовољни, јер нису враћени и у државну службу. Почели су да припремају буну.
Уставобранитељи су своје захтеве против кнеза представили у осам тачака. Истицали су да су незадовољни повећањем пореза и примањем Срба из Аустрије у службе у Кнежевини Србији. Вођа побуне постао је Тома Вучић Перишић. Он је почетком септембра 1842. кренуо у побуну са подручја Смедерева. Побуњеници су му се придруживали на путу до Крагујевца, где је преузео контролу над редовном војском. Михаило је из Београда покушао да угуши побуну, али је његова војска поражена у првој половини септембра 1842. Одмах после тог пораза кнез Михаило Обреновић прешао је у Земун. Са Михаилом је Србију напустила већина министара, као и кнежеви стричеви Јеврем и Јован Обреновић.

### Владавина кнеза Александра Карађорђевића (1842−1858)

#### Прве године владавине Уставобранитеља
У сукобу између уставобранитеља и кнеза Михаила Обреновића, османлијска влада је подржавала уставобранитеље. По одобрењу београдског паше Перишић је ушао у Београд. Створена је нова влада Кнежевине Србије коју су Османлије признале као закониту.
Перишић је сазвао Народну скупштину и више хиљада окупљених на Врачару је, средином септембра 1842. године, за кнеза изабрало Карађорђевог сина Александра (1806−1885). Султан је одлучио да га потврди и пошаље му берат као ненаследном кнезу, али руска влада је тражила да се поништи избор кнеза и сазове нова скупштина. Османлије су пристале на то, али је и нова скупштина (1843) изабрала Александра Карађорђевића за кнеза. Русија је успела само да примора нову уставобранитељску владу да се из Србије привремено протерају Перишић и Петронијевић.
Сељаци су могли изнети своје „молбе” скупштини. Тражено је да се Народна скупштина састаје редовно сваке године. Поред тога постављен је и више финансијских захтева. Народна скупштина није сазивана до 1848.
Применом Устава из 1838. остварени су главни циљеви уставобранитеља. Саветом је ограничена самовоља кнеза и омогућена слободна трговина. Уставобранитељи су преко Државног савета преузели власт у Кнежевини Србији. Они су смањили порезе и већина новца у државној каси, која је остала из времена владавине кнеза Милоша је нестајала. Из иностранства су бивши кнежеви Милош и Михаило Обреновић помагали противнике уставобранитеља.
Престоница је премештена 1842. у Београд. Довршавање Грађанског законика 1844. је једно од најважнијих дела уставобранитеља. Он је рађен према аустријском законодавству. Уређивањем својинских односа уставобранитељи су испунили основно очекивање сељака. Чиновници су постали привилегована заједница. Прописана су чиновничка звања, униформе и више нису били телесно кажњавани, као у време владавине кнеза Милоша. Основан је и Врховни суд у Србији 1846.
У време уставобранитељске владавине стварани су и планови о уједињењу свих Срба и Јужних Словена. Ова делатност је посебно везана за Илију Гарашанина (1812−1874). На стварање Гарашаниновог националног програма утицали су и људи из друштва Адама Чарторијског. Са Чарторијским и његовим повереником Фрањом Захом (Чех) уставобранитељи су успоставили блиске везе. Управо под утицајем Заха, Гарашанин је направио Начертаније (1844). У Начертанију је Гарашанин ублажио Захове ставове да је сарадња Србије и Русије немогућа, а потпуно одбацио Захове мисли о унутрашњој политици Србије. Основна мисао Гарашаниновог националног плана је била да се ради на окупљању свих Срба у јединствену државу са Кнежевином Србијом. Тако је замислио да са Србијом треба да се уједине Црна Гора, Босна, Херцеговина и „Стара Србија” (под тим појмом је мислио на Косово, Метохију и Македонију). На Србе је требало да се делује преко књига, новина и на друге начине да прихвате јединство, али и друге Јужне Словене.
Према Начертанију, Србија је према Османлијском султанату требала да јавно води одану политику, али да тражи наследно звање за кнеза, одлазак османлијске војске из градова и припајање брдских племена Србији. Аустрија је описана као озбиљан непријатељ Словена према коме треба водити пажљиву политику. Србија је морала да створи народну војску и развије војну индустрију. Начертаније је направљено у тајности за кнеза Александра Карађорђевића. Било је први јасно написан план за будућност Србије. За његово остварење Гарашанин је имао и своје поверенике у покрајинама на Балканском полуострву.

#### Кнежевина Србија и револуција 1848−1849.
У марту 1848. Људевит Гај је тражио новчану помоћ од Србије. Чланове тајног панславистичког клуба Фрању Заха, Матију Бана, Стевана Херковића и друге Србија је послала у Аустрију да покушају да шире свесловенство. У то време појачали су се сукоби међу уставобранитељима, а Тома Вучић Перишић се дописивао са бившим кнезом Милошем Обреновићем. Кнез Александар Карађорђевић и влада су одлучили да сазову Народну скупштину. Када се она састала у јулу 1848. у Крагујевцу, у њој су били бројнији они који су подржали Вучића Перишића. Његови противници су били приморани да поднесу оставке на неколико високих звања која су имали у Кнежевини Србији. Скупштина је поново затражила да кнез Србије добије наследно кнежевско достојанство и да Османлије напусте Кнежевину Србију. Поред тога су тражено је да се државним службеницима (чиновницима) забрани да се баве трговином како би се спречиле њихове злоупотребе државне службе. Тражено је да се Народна скупштина, која је сазивана нередовно, претвори у сталну установу. Постављен је и захтев за слободом штампе. Влада је створила комисију, а она је само мање важне захтеве постављене на скупштини настојала да оствари.
Много пажње у Кнежевини Србији 1848−49. дато је револуционарном покрету Срба у јужној Угарској. У априлу 1848. године наоружани добровољци у великом броју прелазили су из Србије у јужну Угарску. У мају 1848. влада Кнежевине Србије одлучила је да се српски покрет материјално помогне. Поред хиљада добровољаца који су послати из Кнежевине Србије, она је била и склониште за прогоњене из јужне Угарске, а нарочито у пролеће 1849.

### КС од почетка Кримског рата до краја друге владавине кнеза Милоша (1858−1860)
После почетка Кримског рата (1853−1856) султанова влада је ферманом потврдила аутономни положај Србије. Када се на граници сакупило више аустријских војника него раније, дошло је до наоружавања и у Србији. Француска и Енглеска су 1854. ушле у Кримски рат на страни Османлија. Нови руски цар Александар II (1855−1881) морао је да пристане на склапање мира. Кримски рат је завршен мировном конференцијом у Паризу 1856. Тада је ранији протекторат Русије над Србијом (као и Влашком и Молдавијом) проширен са међународно уговореним заштитама Велике Британије, Француске, Аустрије, Пруске и Сардиније. Оне су од тада заједно са Русијом гарантовале и права Кнежевине Србије. Истовремено Дунав је проглашен за реку на којој је допуштена међународна пловидба бродова.
После Кримског рата све јаче се осећао утицај Милоша Обреновића и његовог новца у Србији. Милош је од Кримског рата био у Влашкој (у Букурешту). Влада уставобранитеља је губила подршку у Србији због све већег повезивања са Аустријом. Аустријски конзул у Београду постао је главна личност на двору српског кнеза. Он се мешао и у унутрашње послове Српске кнежевине. Кнез Александар био је под снажним утицајем своје жене Персиде (кћи Јакова Ненадовића) и њених сродника Ненадовића.
Противници кнеза били су русофили који су га сматрали издајником, а често се сукобљавао са Саветом око надлежности Савета и кнеза. Државни чиновници понекад су били у забуни да ли да слушају Савет или кнеза. Сукоб кнеза и Савета се повећавао. Септембра 1857. откривена је завера коју је предводио председник Савета Стефан Стефановић Тенка. Циљ завере је био да се кнез насилно, убиством, уклони са престола. У договоре о убиству су била умешана још три саветника. Због тога су били осуђени на смртну казну, али су казне ублажене и претворене у доживотни затвор. Поред осуђених, присилно су пензионисана још шесторица саветника. Изгледало је да је кнез Александар победио у сукобу са Саветом.
Ову заверу је искористила турска влада да се последњи пут умеша у унутрашње послове у Србији. У Србију је у пролеће 1858. послат Етхем-паша. Посредовање Османлија се завршило тако што су осуђени саветници помиловани, уз услов да напусте Кнежевину Србију, а пензионисани су враћени у Савет. Тада је председник Савета постао Вучић Перишић, а по други пут министар унутрашњих послова постао је Илија Гарашанин. Турска влада је сматрала да је кнез тако поново признао потчињеност њој. Против Александра Карађорђевића било је део грађана и либералних интелектуалаца. Њихови основни захтеви били су лична и политичка слобода грађана, слобода привредног деловања и национално ослобођење Срба. Они су били малобројни и још нису били организовани у Либералну странку. У свом деловању повезали су се са Перишићем и Гарашанином.
За крај 1858. кнез Александар Карађорђевић је био приморан, под притиском Савета и Гарашанина, да сазове Народну скупштину. Мањи број представника на Скупштини били су посланици према свом положају, а већина је била изабрана. Скупштина није могла доносити законе него само давати саветодавна мишљења. На Народној скупштини присталице Обреновића биле су бројније. Перишић и Гарашанин су им се придружили. Председник Скупштине био је трговац Миша Анастасијевић. Скупштина је донела предлог закона о Народној скупштини. По предлогу закона Скупштина би се састајала сваке године а представници у Скупштини би били бирани. Либерални представници (Јеврем Грујић) су предлагали увођење и слободе штампе, али такав закон није донет.
У децембру 1858. Народна скупштина затражила је од кнеза Александра да поднесе оставку. Он се привремено склонио код османлијског паше у Калемегданску тврђаву, а затим је напустио напустио Србију. Скупштина је позвала Милоша Обреновића да поново постане кнез. Ту одлуку о кнезу потврдила је Османлијска влада.
Савет је почетком 1859. изменио предлог закона о Народној скупштини. Скупштина је према Закону о Народној скупштини постала стална установа, али саветодавна. После повратка Милоша Обреновића на положај кнеза у јануару 1859. године, наставила се његова самовоља. Престао је да важи Турски устав из 1838. Милош је министре и Савет именовао својевољно. Одлучио је да се освети својим противницима, а судије су морале да суде у страху од кнеза. Тома Вучић Перишић је био ухапшен и умро је у затвору, а Илија Гарашанин је морао да оде из Кнежевине Србије.
Кнез је такође био сумњичав према либералима. Да би спречио њихов избор у Народну скупштину 1859. године, забранио је да се у Скупштину бирају државни чиновници. Убрзо се кнезу Милошу учинило да су конзервативци стекли превише утицаја и променио је понашање. Отпустио је уредника Српских новина, а за уредника Српских новина, службеног гласника владе, поставио је либерала Владимира Јовановића. Пред смрт, у пролеће 1860. кнез Милош још једном је променио своје понашање и почео да отпушта либерале из службе. Почетком 1860. године послао је захтев султановој влади да се Османлије иселе из Србије, а да се Србији допусти да сама себи донесе нови устав, али је умро у септембру 1860.

### Друга владавина кнеза Михаила Обреновића (1860−1868)
Обе политичке странке у Србији надале су се да ће успети да ограниче кнежеву самовољу. Конзервативци су се надали да то могу да постигну преко Савета, а либерали преко Народне скупштине. Ипак, Михаило је владао самовољно као и његов отац, а законима које је доносио преко Народне скупштине мењао је Турски устав.
Од 1861. према Закону о народној скупштини, посланици Народне скупштине могли су бити кажњени због свог говора на скупштинским састанцима. Законом о Савету, саветници су претворени у обичне службенике које је постављао и смењивао кнез. Из састава Државног савета издвојен је 1862. Савет министара (влада) које је постављао кнез.
Закон о војсци из 1861. увео је општу војну обавезу у Кнежевини Србији. Војни обвезници били су сви мушкарци старости од 20 до 50 година. Обавезно је било да две године активно служе у војсци, а потом су прелазили у резервни састав. По бројности то је била велика, али лоше опремљена и обучена војска сељака. Претходна стајаћа војска (око 3.500 људи) није одговарала намери да се припреми ослободилачки рат против Османлија.
Главни кнежеви противници у земљи били су либерали. То су били, према тадашњем схватању, „слободоумни” (либерални) истомишљеници без писаног програма. Тражили су уставом уређену кнежевину, одговорност министара пред Народном скупштином, независност судова и слободу штампе. Истакнути либерал Владимир Јовановић је због немогућности да делује против кнежеве самовоље напустио Србију. Отишао је у западну Европу, а затим у Угарску. Против самовоље кнеза Михаила борила се и Уједињена омладина српска. Она је покушала да своју другу скупштину одржи у августу 1867. у Београду, али када је изабрала либерала Јеврема Грујића за председника била је растерана од полиције.
Кнез Михаило је одлучио да владу састави из круга уставобранитеља у коме су били Гарашанин и Јован Мариновић. Крајем 1861. за председника савета министара (владе) поставио је Илију Гарашанина (1861−1867). Спољне послове је такође предао Гарашанину. Гарашанин је обновио захтев за исељавање Османлија из Кнежевине Србије. Тај захтев и Закон о војсци погоршали су односе са Истанбулом. У исто време трајао је и Омер-пашин напад на Црну Гору. У таквим приликама 15. јуна 1862. османлијски војници су у Београду убили једног српског дечака. Два дана после тога Османлије су са Калемегдана бомбардовале Београд. Српска влада је тај сукоб искористила да понови захтев за исељавање Османлија. Исте 1862. године, гарантне силе одређене после Кримског рата, сазвале су конференцију у Истанбулу да се мирно реши сукоб у Кнежевини Србији. На њој је донета одлука да османлијска војска напусти тврђаве Ужице и Соко, а да османлијско цивилно становништво напусти Кнежевину Србију.
Кнежеви Михаило и Никола имали су слично мишљење о Османлијама потреби одбацивања султанове врховне власти. Зато су Србија и Црна Гора потписале војни савез у октобру 1866. У време грчког устанка на Криту 1866. српски представник је затражио од турске владе да се турска војска повуче из преосталих тврђава у Србији. Тај захтев су подржали руски и аустријски амбасадор у Истанбулу. После преговора и посете кнеза Михаила султану, османлијска војска је у априлу и мају 1867. напустила тврђаве у Шапцу, Смедереву, Кладову а на крају и у Београду. Формално су градови „предати на чување” кнезу Михаилу. Османлијска застава је и даље требало да буде истакнута на Београдској тврђави, поред српске. У стварности, Србија је дошла на корак до независности. У априлу 1867. српска влада је преговарала са дружином бугарских емиграната (Добродетелна дружина) о стварању заједничке државе Срба и Бугара у којој би владар био кнез Михаило.
Супротност политици стварања савеза свих Јужних Словена за ослобођење представљају преговори из августа 1867. Михаила Обреновића са Ђулом Андрашијем председником угарске владе. Преговарало се о заједничком деловању Србије и Угарске у циљу ослобођења од Османлија.
Србија је после дужих преговора и са Грчком потписала споразум у августу 1867. године, који је предвидео да се уколико Турци нападну Грчку или Србију, обе државе заједнички боре.
Године 1866. донет је Закон о општинама. Према њему, општине су добиле незнатну самосталност, али и строги надзор државних власти. Ова мера кнеза Михаила је такође стварала незадовољнике у земљи. Крајем 1867. кнез је отпустио Гарашанина са места председника владе. То место је прво поверио либералу Јовану Ристићу (1831−1899), а затим Николи Христићу.
Дана 29. маја 1868. године, док је био у шетњи на Кошутњаку, кнез Михаило Обреновић је убијен од браће Радовановића. Више особа које су учествовале у атентату је ухапшено и осуђено на смрт. За припремање убиства осумњичени су и Александар и Персида Карађорђевић. Њена браћа су осуђена. Кнез Александар (који је живео у Будимпешти) је осуђен у одсуству, а имовина Карађорђевића у Србији је одузета. Михаило није оставио законитог наследника. У време избеглиштва Михаило се оженио Јулијом Хуњади, али из тог брака није било деце.

### Устав из 1869. године и почетак владавине Милана Обреновића
После убиства кнеза Михаила, министар војни Миливоје Петровић Блазнавац је саопштио министрима на седници владе да ће за кнеза бити изабран унук Јеврема Обреновића Милан Обреновић (август 1854 – фебруар 1901). Блазнавац је успео да војска јавно „извиче” за кнеза Милана Обреновића, а Народна скупштина је потврдила тај „избор” почетком јула 1868. Она је изабрала и намесништво да управља у име малолетног кнеза. У намесништву су били Миливоје Петровић Блазнавац, Јован Ристић и Јован Гавриловић. Блазнавац и Ристић (1831−1899) онемогућили су утицај Гарашанина и конзервативаца и одлучили да Србију воде путем „умерене” либерализације.
Управо „умереност” је била једна од основних речи водиља за либерале. Од 1868. до 1873. либерали су владали Кнежевином Србијом. Њихов вођа Јован Ристић је као организацију за либералну заједницу користио државне органе (чиновништво и полицију). Исто важи и касније за период 1875-1880.
Јула 1869. донет је нови устав. Србија је постала уставна монархија са наследном династијом Обреновић и Народном скупштином као народним представништвом. Кнез, као поглавар државе, је проглашен за „неприкосновеног и неодговорног”. Народна скупштина је бирана на три године, а састајала се сваке године. Постала је стално и законодавно тело у Србији. Посланици бирани у Скупштину морали су бити старији од 30 година. Кнез је постављао на свака три изабрана посланика по једног по својој вољи. Право да бирају имали су сви пунолетни мушкарци који су плаћали порез, осим чиновника и адвоката. Скупштину је отварао и распуштао кнез. Она је гласала о законима, а они су постајали важећи када их прогласи кнез. Кнез је одређен као врховни заповедник војске, а постављао је и све државне службенике. Извршна власт („министарски савет”) састојала се од министара које је именовао кнез, а који су одговарали и њему и Скупштини. Уведена је општа војна и пореска обавеза у Кнежевини. Устав је предвиђао независност судова. Гарантована је слобода вероисповести, говора, штампе и удруживања. Устав је одредио да „књаз србски мора бити православне источне вере” а као владајућа вера је одређена „источно-православна”, друге „признате” вере могле су се слободно исповедати.
Устав из 1869. године, поред његових недостатака, био је напредак у претварању Србије у уставну монархију и коначно је укинуо Турски устав из 1838. Тако је Србија једнострано онемогућила Османлијски султанат да се меша у њене унутрашње послове.
Либералска већина у Народној скупштини подржавала је намесништво. Окупљајући се око Јована Ристића стварала је основу за Либералну странку. У спољној политици либерали су главни ослонац тражили у Русији.

### Србија у време стварања Бугарске егзархије и пред Велику Источну кризу
Поред Срба, и словенско становништво Бугарске и Македоније тражило је од Васељенске патријаршије и султана да добије, поред свештеника, епископе који говоре истим језиком, уместо Грка. Захтеве Бугара подржавали су и московски патријарх и руски дипломатски представници у Истанбулу.
Султан и турска влада су одлучили да створе Бугарску егзархију. Када је постало извесно да ће бити задовољени захтеви Бугара за издвајање из Васељенске патријаршије, српска влада је изјавила да ће Срби остати у заједници са Васељенском патријаршијом. Ферман о стварању Бугарске егзархије издат је 1870. године, а 1872. изабран бугарски егзарх. Васељенска патријаршија је Бугарску егзархију прогласила расколничком. Српски митрополит Михаило је подржао изјаве да је стварање Бугарске егзархије неканонски поступак.
Милан Обреновић је имао непопустљиве непријатеље који су покушавали да га убију а међу њима нарочито је познат онај који се догодио у јесен 1871. у Смедереву. Када је кнез Милан ушао у нужник пропао је кроз под који је намерно био ослабљен. Кнез је имао пиштољ па је пуцњима у ваздух дозвао помоћ која га је нашла у јами гована док се давио и извадила.
У августу 1872. млади кнез Милан Обреновић је са осамнаест година преузео власт од намесништва.1 Приликом проглашења кнежевог пунолетства изведена је и будућа химна Боже правде.
За владу Јована Ристића (1872−1873) главни циљ у спољној политици било је окупљање Срба око Кнежевине Србије и стварање јединствене српске државе. Поред Истанбула (Османлијског султаната), Ристић је као препреку и непријатеља за јединство Срба видео и Беч (Аустроугарску). Зато је дошло до приближавања Ристићеве владе Москви (Русији).
Кнез је покушао да потисне Ристића и либералну већину у Народној скупштини. У октобру 1873. он је сменио Ристићеву владу, али су либерали убрзо победили на изборима за Народну скупштину 1874. и 1875. У пролеће 1874. кнез Милан је у Истанбулу покушао да добије Мали Зворник и село Сакар (у складу са разграничењем из 1833), али султан није пристао да их уступи Кнежевини Србији.

### Велика Источна криза (1875−1878)
Почетком седамдесетих година XIX века све више хришћана из Босанског вилајета бежало је у Аустроугарску и жалило се на насиље државних службеника и полиције. Земљораднички усеви су слабо родили у Херцеговини 1874. Истовремено, закупци пореза су вршили притисак на становништво да изнуде своје и државне приходе, а „десетина” је повећавана. Сељаци су на порезе и давања одвајали скоро две трећине приноса које су добијали. Због тако високих давања, суше и изнуђивања од стране закупаца пореза, сељацима су претили болести и смрт од изгладнелости. Сељаци су једини спас видели у побуни. У новембру 1874. неколико села око Невесиња одбило је да плати „десетину”. Слично стање је било и у другим деловима Херцеговине (око Стоца, Билеће, Гацка).
Франц Јозеф I је видео у немирима код суседа прилику да прошири свој утицај и власт. Почетком 1875. у власт у Бечу је одлучила да тајно помаже нереде хришћана, а убеђује европску јавност и државе да Аустроугарска мора да уведе ред у Босну и Херцеговину.
У априлу 1875. цар Франц Јозеф I посетио је Далмацију, а у Имотском се састао са представницима католика из Босне и Херцеговине и охрабрио их. Сељачко незадовољство у Херцеговини почело се претварати у велику буну. Од краја јуна 1875. дошло је до оружаних сукоба хришћанског и муслиманског становништва. Први такав сукоб се догодио између католичког и муслиманског становништва код Метковића.
Обично се држи да су мањи сукоби прерасли у устанак борбом у области Невесиња 9. јула 1875. Пољопривредна криза у Херцеговини претворила се у оружану побуну. Ове борбе су се прошириле и на Босну средином августа 1875. Догађаји у Босанском вилајету били су почетак Велике источне кризе (1875—1878).
Одбори за помоћ устаницима стварани су у Аустроугарској, Србији и Црној Гори. Понуда из Истанбула да се смањи десетина више није могла да умири буну. Устанак је захватио целу Херцеговину. У североисточној Босни покушај устанка код манастира Тамне угушен је у самом почетку. Устанак се пренео и на Васојевиће (Санџак). Помоћ устаницима у Херцеговини долазила је из Црне Горе прво тајно, а затим отворено. Кнез Никола је у Херцеговину послао војводу Пека Павловића. Преко њега је Никола био стварни заповедник устаника у Херцеговини. Међу старешинама у Херцеговини истицао се и Богдан Зимоњић. Никола је и у Васојевиће послао свог војводу. Међу херцеговачке устанике дошао је и некадашњи секретар Луке Вукаловића, Мићо Љубибратић. Љубибратић је заповедао једном устаничком војском и покушао да шири идеју уједињења са Србијом, али је на том подручју остао јачи утицај присталица кнеза Николе Петровића.
У Босанској крајини устаницима се придружио Петар Петровић Пеција. Међу устаницима у Босанској крајини као вође истакли су се Остоја Корманош и Голуб Бабић. У септембру 1875. године, приликом пребацивања оружја (из подручја Војне крајине) на Сави, погинули су Пеција и Корманош. Поред православног становништва у устанку су учествовали и католици из Херцеговине (Попово поље и Столац) које је предводио Иван Мусић, који је од кнеза Николе добио титулу војводе. Број муслимана који су се придружили устаницима био је незнатан.
Устаници су држали подручја хришћанских села. Муслиманско становништво је после почетка устанка створило добровољачке јединице за борбу против устаника, а у градовима су остале султанове војне посаде.

#### Кнежевина Србија на почетку велике источне кризе
Када су почели нереди у Херцеговини и Босни, у Београду је у јулу 1875. створен „Главни одбор за помагање устаника”. На челу одбора био је митрополит Михаило Јовановић. У августу 1875. на изборима за Скупштину либерали су добили већину и Милан Обреновић је поново морао њима да повери владу. Председник владе је био Стевча Михаиловић, а министар спољних послова Ј. Ристић. У септембру 1875. Народна скупштина је на основу Ристићевог извештаја донела тајну одлуку да је потребно закључити страни зајам за предстојећи рат против Османлијског султаната.
Када су стране владе сазнале да је донета „тајна” одлука, извршиле су притисак на кнеза Милана. Он је сменио владу (у октобру) и за мандатара именовао Љубомира Каљевића. Каљевићева влада је повела пажљивију спољну политику и смањена је и помоћ устаницима у Босни. Када је влада покушала да обнови савез који је против Османлија стварао кнез Михаило, открила је да стварну помоћ може да добије само од Црне Горе.
Криза се ширила на Балканском полуострву. У мају 1876. Османлије су сурово угушиле устанак у Бугарској, на подручју Пловдива, побивши око 15.000 људи. Немири и сукоби појавили су се у Македонији, Епиру и Тесалији. У нередима у Солуну убијени су конзули Немачке и Француске. У Истанбулу је крајем маја 1876. државним ударом збачен султан Абдул Азиз.
Ратоборно расположење у Србији је нарастало. Кнез се одлучио за рат и почетком маја 1876. поново поверио владу либералима Стевчи Михаиловићу и Ј. Ристићу. Та влада је до средине јуна 1876. договорила војни савез са Црном Гором. При томе је договорено да ће црногорска војска у предстојећем рату деловати на подручју Херцеговине и северне Албаније. Руски цар Александар II није био за рат против Османлија, али је круг око генерала Исајева подстицао Србију да уђе у рат. У то време Османлије су гомилале своју војску, под командом Абдул Керима, на граници према Србији. Српско-турски рат 1876.
Кнез Милан је затражио да му се преда управа над Босном. Тај захтев османлијска влада је одбацила. Крајем јуна 1876. Србија је објавила рат Османлијском султанату. Затим је рат Османлијском султанату објавила и Црна Гора. У Рајхштату су се договорили цареви Аустроугарске, Франц Јозеф I, и Русије, Александар II, да се неће мешати у рат на Балканском полуострву 8. јула 1876. Такође су се договорили да у случају победе Османлија неће допустити да они промене стање на Балканском полуострву. Одлучено је да уколико победи Србија, део Босне ипак припадне Аустроугарској. За Бугарску и БиХ договорено је да се проведу реформе које ће побољшати положај хришћана у њима.
Србија је у рат ушла слабо припремљена. На челу Ратног савета Србије био је генерал Фрањо Зах. Мобилизацијом је створена војска од око 129.000 војника (са добровољцима који су дошли у Србију). Турска војска послата против Србије била је знатно бројнија (око 170.000) и опремљена савременијим наоружањем.
Мање успехе на западу забележила је српска војска под командом ген. Ранка Алимпића. Они су заузели Мали Зворник, Сакар и Рачу. Српска војска на југу није успела да дође до Сјенице. Моравска војска такође није остварила свој план да дође до Ниша, Прокупља и Топлице. Теже је било са српском војском на истоку. Она је изгубила војнички важне положаје код Зајечара (Великог извора) 18. јула 1876. Тако се српски напад претворио у повлачење.
Црногорска војска је имала више успеха. Црногорци су кренули према Требињу. На Вучијем Долу крајем јула 1876. дошло је до битке у којој су поразили османлијску војску и приморали је да се повуче у Требиње и Билећу. На источној страни Османлије су напредовале на подручју Куча, али су средином августа 1876. и на истоку на Фундини Црногорци остварили још једну значајну победу.
У августу 1876. већина војних команданата Србије и Црне Горе морала је тражити примирје са Османлијама. Посредовањем Француске и Велике Британије средином септембра 1876. склопљено је примирје. Влада Кнежевине Србије изгубила је жељу да настави рат. Другачије жеље је имао добровољац из Русије генерал Михаил Черњајев, заповедник Моравско-тимочке војске. Черњајев је успео да убеди кнеза Милана да настави рат. Није помогло ни то што је султан, због претњи Русије, Србији нудило шестомесечно примирје. Обнова сукоба донела је Србији тежак пораз код Ђуниса 29. октобра 1876. Кнез Милан је морао да моли Русију да посредује у договарању мира. После претње Русије, султан је пристало на двомесечно примирје.
Србија је у овом рату изгубила око 6.000 војника. Када је у новембру 1876. између Османлија и Кнежевине Србије склопљено примирје и мир, са Црном Гором су вођени преговори о миру, али ти преговори су престали када је Русија у априлу 1877. године напала Османлије.

### Тополска буна и српско-турски рат 1877−1878.
Почетком 1877. Аустроугарска и Русија су потписале тајни споразум (Будимпештанске конвенције). Према њему Аустроугарска је обећала да се неће мешати уколико дође до руско-османлијског рата и признала је Бугарску као подручје утицаја Русије. Заузврат Русија је признала Аустроугарској право да заузме Босну и Херцеговину.
Крајем фебруара 1877. кнез Милан је прихватио да склопи мир са владом Османлијског султаната. Договорено је да граница остане непромењена, да се војске повуку у року од 12 дана, а да особе које су учествовале у рату буду амнестиране. Кнез је Народној скупштини, која је изабрана у фебруару 1877. године, допустио само да се гласа о прихватању мира. Потом је распустио Скупштину јер су у њој већину имали радикали и присталице Карађорђевића. Средином 1877. изабрана је нова Народна скупштина у којој су либерали имали већину.
Европске државе су понудиле у септембру 1876. Османлијама свој план за аутономију у Босанском вилајету и Бугарској, али султан није проводио никакве реформе. То је био повод за Русију да отпочне рат против Османлија у априлу 1877. Кнез Милан је понудио Русији да и Србија објави рат Османлијама, али је добио савет да се уздржи од тога док руска војска не пређе Дунав. У мају 1877. проглашена је независност Румуније. У јулу 1877. напредовање руске војске је било заустављено код тврђаве Плевне. Крајем 1877. и почетком 1878. наставило се кретање Руса према Истанбулу.
Премештање већине војске Османлија према Русима олакшало је положај Црногораца. Црногорци су у лето 1877. године заузели Никшић и Билећу. У јануару 1878. црногорска војска је заузела Бар и Улцињ. Русија је позајмила средства Кнежевини Србији да се припреми за рат. Када је закључила да је Србија спремна за рат, позвала ју је да објави рат Османлијама. Улазак Србије у рат био је одложен због побуне до које је дошло у Крагујевцу и Тополи у првој половини децембра 1877. Побуна није имала веће размере. Била је дело присталица Карађорђевића.
Средином децембра 1877. Србија (са око 90.000 војника) је објавила рат Османлијама. Против Србије Османлије су могле употребити око 75.000 војника. Османлије су брзо напустиле Лесковац. Ниш је био опкољен, а крајем децембра 1877. Срби су заузели Пирот. Када до Османлија у Нишу нису стигла појачања са Косова, они су се предали 10. јануара 1878. Сутрадан је завршено разоружавање поражених, а 12. јануара 1878. генерал Јован Белимарковић је свечано ушао у ослобођени град.
Крајем јануара 1878. Османлије су напустиле Врање, повукавши се према Куманову. Почетком фебруара 1878. Срби су ослободили и Гњилане. Тада је стигло писмо кнезу Милану од Руса да се обуставе напади јер су почели примирје и преговори са Османлијским султанатом.

### Мир у Сан Стефану и Берлински конгрес
Први Устав у Османлијском султанату брзо је укинут. Због пораза у рату са Русијом у Парламенту је дошло до оштре критике владе. Султан није био вољан да то допусти и у фебруару 1878. распустио је Парламент. Србија се надала да ће после рата добити независност и територијално проширење. У време мировних преговора, узнемиреност у Србији изазвала је вест да Русија намерава да Бугарској да Ниш, Пирот и Врање. Срби су упутили протесте Русима. Изјавили су да Нишку област неће напустити, него ће је бранити и од Русије, без обзира што је јасно да ће бити поражени. Мир Русије и Османлија потписан је 3. марта 1878. у Сан Стефану (предграђе Истанбула). Према њему је створена Велика Бугарска. Она је обухватила, поред територије Бугарске, Македонију и делове Србије (Пирот, Врање и југ Космета).
Миром је проширена територија Црне Горе и призната јој је независност. За Босну и Херцеговину предвиђена је самоуправа. Санстефански уговор је изазвао незадовољство у Великој Британији и Аустроугарској. Аустроугарска је предложила сазивање конгреса који би расправио о томе. То је подржала Немачка и затражила од Русије да прихвати међународни конгрес.
Крајем маја 1878. владе из Лондона, Санкт Петербурга и Беча договарале су се о изменама Санстефанског мира. Пред одржавање конгреса, у јуну 1878. у Беч је дошао Ј. Ристић тражећи подршку за Србију на Бечком конгресу. Од министра Андрашија је добио потврду да ће Србији бити призната независност. Речено му је да Србија може бити проширена само југоисточно од Копаоника. Босну, санџак Нови Пазар и Косовску Митровицу у Бечу су држали за подручје које треба да се припоји Аустроугарској. За подршку Беча, Србија је морала и да се обавеже да ће склопити трговински уговор и железнички се повезати са Аустроугарском изградњом пруге Београд–Ниш. Ристић је то прихватио.
Берлински конгрес је одржан од 13. јуна до 13. јуна 1878. године под председништвом немачког канцелара Ота фон Бизмарка. Уз Немачку, на њему су били представници Аустроугарске, Велике Британије, Француске, Русије, Италије и Османлијског султаната. У другој половини јуна 1878. Ј. Ристић је предао Бечком конгресу писане захтеве у име Србије.
На конгресу је Србији призната независност. Припојени су јој окрузи Ниша, Пирота, Топлице и Врања. Посебна комисија је требала да тачно одреди границу. Србија је тако добила 10−11.000 квадратних километара. На том подручју пре сукоба Срби су чинили око 78% становништва, а после исељавања муслимана (Арнаута, Турака ...) је 1879. пописано око 308.000 становника од чега, само, око 8.000 нису били Срби. У августу 1878. у Крагујевцу је Народна скупштина Србије прихватила одлуке Берлинског конгреса.
На Берлинском конгресу је призната независност Црне Горе. Она је добила Никшић, Колашин, Спуж, Жабљак, Подгорицу и Бар. Одлуком конгреса требало је да добије и Плав и Гусиње. Због захтева Аустроугарске она није смела да има морнарицу. Црна Гора је дупло повећала територију (за око 4.500 квадратних километара).
На Бечком конгресу Аустроугарској је дато право да окупира Босну и Херцеговину и да држи војску у Новопазарском санџаку. Покушај да Срби у Босанском пашалуку добију аутономију или независност 1875-78. завршио се неуспехом.

### Период након стицања независности

#### Уређивање првих политичких странака у Кнежевини Србији
Србија је после Берлинског конгреса имала (према званичној процени) 48.300 квадратних километара. Признање државне самосталности и проширење Србије допринели су њеном привредном напретку и политичком уређивању. За либералну владу која је водила Србију кроз Велику источну кризу избори у новембру 1878. донели су потпуну победу. Посланика конзервативаца и радикала заједно је било око 40. У Бечу су мислили да се над Србијом мора господарити привредним и политичким везивањем за Аустроугарску или војном окупацијом. Кнез Милан Обреновић је покушао да ослонцем на Аустроугарску ојача свој владарски положај. Зато су од Србије тражили економско веће привредно повезивање и повластице за Аустроугарску. У априлу 1880. Србија се обавезала да у јуну 1880. почне да гради пругу од Београда према Нишу, али Ристићева влада је одбијала да Аустроугарској да положај најповлашћеније нације у трговини са Србијом.
Да би покрила трошкове створене у ратовима, Ристићева влада је повећала порезе, а то је довело до незадовољства у народу. Нарочито међу сељацима брзо се повећао број присталица Пашићевих радикала. Радикали са својим идејама увођења демократије, уставности и локалне самоуправе нису за кнеза Милана Обреновића били прихватљиви у влади. Када је распустио Ристићеву владу у октобру 1880. године, кнез Милан је састављање владе поверио конзервативцу Милану Пироћанцу. Богатији сељаци и трговци углавном су подржавали конзервативце.
После смене владе, у новембру 1880. влади у Бечу је стигла изјава да Србија прихвата аустријско-османлијски уговора из 1862. по коме је Аустроугарска била најповлашћенија нација у трговини у Србији.
Током 1881. у Кнежевини Србији уређене су прве политичке партије. Настајале су од дружина политичих истомишљеника који су били представници у Народној скупштини или влади. Повезивале су их и новине у којима су износили своја мишљења. Најзначајнија од тих партија у наредним деценијама постала је Радикална странка.
Замисли радикалне демократије да је циљ законодавства срећа што већег броја људи и да је најбољу власт могуће остварити увођењем општег права гласа, потпуне слободе штампе и политичког удруживања су из Западне Европе седамдесетих година XIX века унете у Србију. Са запада Европе унета је и идеја да се уведе прогресивно опорезивање капитала и прихода. Те идеје су са социјалистичким замислима Светозара Марковића утицале на обликовање радикалног покрета у Србији.
У јануару 1881. радикали су почели издавати свој страначки лист Самоуправа. У њему су објавили стварање Народне радикалне партије и њен програм политичког деловања. Радикали су свој ослонац потражили у сељаштву. После само пар година, Радикална странка је имала десетине хиљада чланова, већином сељака, али су њен водећи део чинили државни службеници и интелектуалци. Странком је управљао Главни одбор, а вођа странке био је Никола Пашић. Упркос томе што су највећи ослонац имали у православним српским сељацима, радикали интелектуалци су тражили да се Православна црква одвоји од државе и веронаука буде избачена из школских програма. У спољној политици радикали су били противници ближе сарадње са Аустроугарском, а настојали су да остваре уједињење Срба и савез са Бугарима и другим Јужним Словенима. Формално оснивачка скупштина Радикалне странке је одржана 1882. у Крагујевцу.
Либерали и конзервативци (напредњаци) су мислили да пословима државе треба да се бави водећа мањина (елита), а не већина обичног становништва. Они су ослонац тражили у чиновништву, богатијим сељацима и грађанима. Очекујући њихову подршку настојали су да штите њихове интересе. У јануару 1881. конзервативци су створили Збор напредне странке а за свој програм деловања узели су онај који је објављен раније у Виделу (главни лист странке). Напредна странка је као свој циљ истицала „европеизацију” (осавремењавање) Србије. Остала је на власти до 1887. Вођа Напредне странке био је Милутин Гарашанин, али поред њега, на вођење странке велики утицај су имали Милан Пироћанац, Чедомиљ Мијатовић и Стојан Новаковић.
У почетку Напредна странка је подржала политичке слободе и залагала се за умерене промене Србије проведене „одозго”, од кнеза и владе. По својим паролама и програму Напредна странка била је слична Либералној странци. Законом о штампи допустила је издавање листова без тражења претходног одобрења од државних службеника (цензуре). Сличан либерализам је показао и Закон о удружењима и зборовима (април 1881). Они нису успели да смање пораст подршке сељака радикалима, а брзо су напустили и либералне идеје. Све више су се ослањали на војску, полицију и притиске против неистомишљеника. Главни ослонац Напредне странке постала је династија Обреновића. У спољној политици тражили су сарадњу са Аустроугарском.
Либерали су створили партијску организацију, то јест уредили Народну либералну странку 1881. Свој први писани програм деловања објавили су у октобру 1881. Управу над странком имао је Главни одбор, а вођа странке био је Јован Ристић. У спољној политици настојали су успоставити што већу сарадњу са Русијом.

### Проглашење Краљевине
У првој половини 1881. напредњачка влада Пироћанца је без јавног конкурса, занемарујући друге понуде, склопила уговор о градњи пруге од Београда до Ниша са Бонтуом, представником француског друштва Генералне уније. Тим уговором је предвиђено да ће Генерална унија користити српску железницу 25 година уз гарантовани годишњи приход по километру пруге. Србија је пристала да обећа доплаћивање из свог буџета ако приход буде мањи од гарантованог. Уговор је био на штету Кнежевине Србије. Зато је оптужен део посланика и министара је да је од Француза поткупљен. Против уговора су говорили радикали и либерали у Народној скупштини.
У мај и јуну 1881. на позив из Немачке кнез Милан је боравио у Берлину, а затим се сусрео у Санкт Петербургу са новим царем Русије Александром III Романовим. Због смењивања Ристића и проаустријске политике, руски цар није срдачно примио кнеза Милана. Враћајући се у Србију, кнез Милан је посетио Беч и договорио потписивање Тајне конвенције.1 Србија је обећала да ће спречавати деловање против Аустроугарске на својој територији, али и да неће склапати политичке уговоре са трећим земљама без сагласности Аустроугарске. Аустроугарска се обавезала да ће спречавати деловање против Србије на својој територији, подржати проглашење Србије за краљевину и ширење Србије на југ (осим Рашке области).
Трговински уговор из маја 1881. године, Тајна конвенција потписана у јуну 1881. године и сам кнез Милан били су гаранција за Хабзбурговце да ће њихов утицај у Србији несметано јачати.
Почетком 1882. Генерална унија је пропала, а њен председник Бонту ухапшен због проневера. Србија је прихватила нову компанију за градњу пруге и мањи зајам. Опозиција предвођена Николом Пашићем је упорно тражила одговор почетком 1882. у Скупштини колико је Србија оштећена у „Боунтовој афери”. Педесет и три опозициона посланика су напустила Скупштину. М. Пироћанац и М. Гарашанин су одлучили да пажњу јавности скрену тако што ће кнеза Милана прогласити за краља. Народна скупштина је прихватила тај предлог и у првој половини марта 1882. проглашена је Краљевина Србија, а Милан Обреновић постао је краљ.

## Административна подела
Административна подела Кнежевине Србије која је почела да се постепено спроводи одмах после формирања Кнежевине Србије 1815. године мимо устаљених административне подела на ејалете каква је била присутна на осталим територијама Османског царства који нису имале аутономију, али ипак по узору на дотадашњу османлијску административну поделу. Кнежевина Србија је све до Берлинског конгреса 1878. године била у саставу Османског царства. По окончању Другог српског устанка, кнез Милош Обреновић се определио за стварање и јачање српске државности дипломатским методама и постепено освајање државних овлашћења од Османског царства. Период од 1815. до 1833. године обележен је стварањем органа власти Кнежевине Србије у селима, окрузима и нахијама, чија су овлашћења постепено расла.
Читава територија Кнежевине Србије је 1834. године одлуком скупштине била подељена на 5 сердарстава и 19 окружја, чиме су укинути сви облици административних подела који су имали своје порекло у Османском царству. У састав ових пет сердарстава је ушло и шест нахија које је Османско царство препустило Кнежевини Србији у складу са одредбама Акерманске конвенције која је у члану 5 предвидела да се Кнежевини Србији врати 6 нахија (Крајина, Црна Река, Параћин, Крушевац, Стари Влах, Јадар и Рађевина) које су османлије заузеле после сламања Првог српског устанка.
Пет сердарстава на које је подељена кнежевина су била: Рашко, са седиштем у Чачку, Расинско са седиштем у Јагодини, Подунавско са седиштем у Београду, Мачванско са седиштем у Шапцу и Тимочко са седиштем у Неготину
Новим одлукама Народне скупштине донетим 1836. године, које је прихватио и Турски устав из 1838. године, Србија се дели на 17 округа. О њиховим надлежностима је био донет посебан Закон о Устројењу окружни начелничаства и главним дужностима среских начелника. Организација срезова предвиђена овим законом је остала на снази све до стицања независности Кнежевине Србије и формирања Краљевине Србије 1882. године

## Друштво и култура
У овом периоду основана прва гимназија у Србији 1833, прво позориште Књажевско-српски театар 1835.
Године 1838, је основан Лицеј, прерастање Лицеја у Велику школу 1863. године, претеча Универзитета у Београду.
Велика школа била је смештена у Капетан-Мишино здање које је поклонио Миша Анастасијевић „своме отечеству“.
Култура овог периода дала је Друштво српске словесности. Његови оснивачи били су Јован Стерија Поповић и Атанасије Николић. Задатак друштва био је ширење наука на српском језику и усавршавање српског народног језика.
Суспендовано Друштво српске словесности (27/1 1864) обновљено је 29/7 1864. под именом Српско учено друштво.
Први председник С. У. Д. био је Јован Гавриловић. Рад С. У. Д. састојао се у читању самосталних радова појединих чланова, читању критика радова упућених друштву, у прикупљању разноврсних историјских података, старању о прикупљању старих списа и докумената, слању чланова за снимање архитектонских и сликарских споменика по Србији, прикупљању топографских испитивања и метеоролошких бележака. Резултате тога рада С. У. Д. давало је у своме органу Гласнику С. У. Д. Чланци и расправе у њему највише су се односили на историју, затим филологију, географију, статистику, археологију, библиографију, медицину, музику итд. Цео тај рад је продужење Д. С. Словесности. Гласник је излазио под редакцијом С. У. Д. у 75 књига I одељења (чланци и расправе) и 15 књ. II одељења (различна научна грађа).
Тих година је почела изградња и Народног позоришта које је почело са радом 1869.
Године 1876., на иницијативу др Владана Ђорђевића основано је Српско друштво Црвеног крста, на челу са митрополитом Михаилом.
У Кнежевини Србији 1857. основано је Прво српско друштво за гимнастику и борење, прва организација такве врсте на балканским просторима.

## Демографија

### Број, пораст становништва и густина насељености
У Србији је 1834. године извршен први општи попис становништва који је обухватио целокупно становништво (осим Турака и Цигана). До тада су спровођени само делимични пописи.
Почев од 1834, па закључно са 1877. годином, у Кнежевини Србији, у неједнаким временским размацима, спроведено је укупно 10 пописа становништва.
| Година пописа | Површина, km² | Број становника | Густина на 1 km² | Просечан годишњи пораст | Ланчани индекс пораста становништва |
| ------------- | ------------- | --------------- | ---------------- | ----------------------- | ----------------------------------- |
| 1834          | 43 555        | 678 192         | 15,6             | ...                     | ...                                 |
| 1841          | 43 555        | 828 895         | 19,0             | 21 529                  | 122                                 |
| 1843          | 43 555        | 859 545         | 19,7             | 15 325                  | 104                                 |
| 1846          | 43 555        | 915 080         | 21,0             | 18 512                  | 106                                 |
| 1850          | 43 555        | 956 893         | 22,0             | 10 453                  | 105                                 |
| 1854          | 43 555        | 998 919         | 22,9             | 10 507                  | 104                                 |
| 1859          | 43 555        | 1 078 281       | 24,8             | 15 872                  | 108                                 |
| 1863          | 43 555        | 1 108 568       | 25,5             | 7 572                   | 103                                 |
| 1866          | 43 555        | 1 215 576       | 27,9             | 35 669                  | 110                                 |
| 1874          | 43 555        | 1 353 890       | 31,1             | 19 759                  | 111                                 |

Десети попис становништва спроведен је у децембру 1874. године. Затим су извршене припреме за попис који је требало да буде спроведен крајем децембра 1880. године, и то у складу с препорукама с Међународног статистичког конгреса одржаног 1873. године, у Петрограду. Међутим, рат с Турском, 1877. и 1878. године, и политичке прилике које су настале након рата омеле су спровођење овог пописа.
Наредни попис становништва извршен је тек крајем децембра 1884. године (у Краљевини Србији). У међувремену, Србија је на Берлинском конгресу 1878. добила признање своје политичке независности на проширеној територији (са окрузима: Нишким, Пиротским, Врањским и Топличким), на површини од 48.303 2. Делимични попис спроведен је 1879. године само у Новим областима.

### Народност и вероисповест
- Укупно 1866 — 1 215 576
  - Народност 1866:
    - Срби — 1.057.540 (87%)
    - Власи — 127.326 (10.5%)
    - Цигани (Роми) — 25.171 (2.1%)
    - остале народности — 5.539 (0.5%)

  - Вероисповест 1866:
    - Православна — 1 205 898 (99,20%)
    - Мухамеданска (збир мојсијеве и мухамеданске вероисповести) — 6 498 (0,54%)
    - Друга вероисповест — (0,26%)
- Укупно 1874 — 1 353 890
  - Вероисповест 1874:
    - Православна — 1 341 041 (99,05%)
    - Католичка — 4 161 (0,31%)
    - Протестантска — 463 (0,03%)
    - Мојсијева — 2 049 (0,15%)
    - Мухамеданска — 6 176 (0,46%)[60]

### Муслимани
Пре Првог српског устанка у Србији је живео знатан број муслимана. Након повлачења Турака са територија под контролом Срба, долази до уништавања муслиманских верских здања и великих исељавања муслиманског становништва. У Београду је некада постојало око 273 џамија, које су скоро све порушене, осим једне, Бајракли џамије. Џамије су рушене и у другим градовима који су били у саставу кнежевине Србије. Тако су у Ужицу порушене 34 џамије, у Смедереву 24 итд. Према Ријасету Исламске заједнице Србије у Београду је било 12 џамија 1863. које су постепено пропадале по одласку муслимана из Србије и Турске окупаторске војске.
На међународној конференцији у Канлиџи на Босфору, 22. новембра 1862. године, је договорено исељавање муслимана из Србије.
Тих година многи муслимани, као избеглице, прелазе у Босну или Новопазарски санџак, који још увек није био у саставу Србије. У Босанску Костајницу крајем 1862. и почетком 1863. године долазе муслимани из Шапца, Ваљева и Ужица. Многи муслимани, избегли из Србије 1862. и 1863. године, су насељени у Зворнику, који је тада био у саставу Босанског пашалука.

### Биографије
- Јовановић, Небојша (2022). Кнез у сенци историје: Александар Карађорђевић (1806—1885) кнез Србије (1842-1858/59). Београд: Народно дело. стр. 511. ISBN 978-86-6150-004-6.
- Леовац, Данко (2023). Кнез Михаило Обреновић (1823-1868). Београд: Хук. стр. 751. ISBN 978-86-82232-12-4.
- Љушић, Радош (2022). Кнез Милош - Државотворни владар (1783 - 1860). Нови Сад: Православна реч. стр. 923. ISBN 978-86-81648-15-5.
- Макензи, Дејвид (1987). Илија Гарашанин - државник и дипломата. Београд: Просвета. стр. 538. ISBN 978-86-07-00143-9.
- Поповић, Радомир Ј. (2012). Аврам Петронијевић (1791-1852). Фреска. стр. 322. ISBN 978-86-88341-08-0.
- Поповић, Радомир Ј. (2003). Тома Вучић Перишић. Београд: ЈП Службени гласник; Историјски институт. стр. 349. ISBN 86-7743-039-3.
- Рајић, Сузана (2024). Кнез Милан Обреновић (1854 - 1881) од бератлије до суверена, Књ. 1. Београд: Хук. стр. 944. ISBN 978-86-82232-18-6.

### Путописи
- Вујић, Јоаким (2022). Путешествије по Сербији - Подунавље, Браничево и Поморавље. Београд: Порталибрис. стр. 188. ISBN 978-86-7818-672-1.
- Вујић, Јоаким (2022). Путешествије по Сербији – Посавина, Поцерина и Колубара. Београд: Порталибрис. стр. 188. ISBN 978-86-7818-687-5.
- Дентон, Вилијам; Приредио: Ристић, Љубодраг П. (2013). Србија и Срби. Београд: Службени гласник. стр. 237. ISBN 978-86-519-1688-8.
- Каниц, Феликс (1991). Србија - земља и становништво, Књ 1. Београд: Српска књижевна задруга. стр. 716. ISBN 86-379-0250-2.
- Каниц, Феликс (1991). Србија - земља и становништво, Књ.2. Београд: Српска књижевна задруга. стр. 667. ISBN 86-379-0250-2.
- Пирх, Ото Дубислав пл.; Превео: Мијушковић, Драгиша Т. (2012). Путовање по Србији у години 1829. Београд: Службени гласник. стр. 224. ISBN 978-86-519-1269-9.
- Приредила: Вуксановић-Анић, Драга (1980). Са капетаном д'Ормесоном 1877.: 22 дана у двоколицама кроз Србију. Београд: Народна књига. стр. 252.
- Хердер, Сигмунд Аугуст Волфганг фон; Превод: Бегенишић, Добрила (2014). Рударско путовање по Србији 1835. године. Београд: Службени гласник. стр. 174. ISBN 978-86-519-1710-6.